# 穆尼利亚
穆尼利亚，是西班牙拉里奥哈自治区的一个市镇。总面积54平方公里，总人口120人（2001年），人口密度2人/平方公里。